# 팡케우에
팡케우에(스페인어: Panquehue)는 칠레 발파라이소 주 산펠리페데아콩카과 현의 코무나이다.